# Christian Hoffmann
Christian Hoffmann (ur. 22 grudnia 1974 w Aigen im Mühlkreis) – austriacki biegacz narciarski, dwukrotny medalista olimpijski i mistrz świata w sztafecie.

## Kariera
W Pucharze Świata w biegach narciarskich zadebiutował w sezonie 1995/1996. W latach 1998–2009 w każdym kolejnym sezonie przynajmniej raz stawał na podium. W sumie dwa razy wygrywał zawody Pucharu Świata, a 19 razy stawał na podium. Najlepsze wyniki osiągnął w sezonie 1998/1999, kiedy to zajął 15. miejsce w klasyfikacji generalnej, a w klasyfikacji sprintu był szósty.
Jego olimpijskim debiutem były igrzyska w Nagano w 1998 r. Zdobył tam brązowy medal w biegu na 50 km techniką dowolną ulegając jedynie pierwszemu na mecie Norwegowi Bjørnowi Dæhlie oraz Szwedowi Niklasowi Jonssonowi, który zajął drugie miejsce. Cztery lata później, podczas igrzysk olimpijskich w Salt Lake City wywalczył złoty medal w biegu na 30 km techniką dowolną, a wraz z kolegami z reprezentacji zajął czwarte miejsce w sztafecie.
Mistrzostwa świata w Trondheim w 1997 r. były jego pierwszą dużą imprezą. Zajął tam 22. miejsce w biegu na 30 km techniką dowolną. Swój największy sukces na mistrzostwach świata osiągnął podczas mistrzostw w Ramsau am Dachstein, gdzie wraz z Markusem Gandlerem, Aloisem Stadloberem i Michaiłem Botwinowem zdobył złoty medal w sztafecie. Dwa lata później, na mistrzostwach świata w Lahti zajął 5. miejsce w biegu na 50 km techniką dowolną. Był to jego najlepszy indywidualny występ na mistrzostwach świata. Na tym samym dystansie był dziesiąty podczas mistrzostw w Val di Fiemme. Startował także na mistrzostwach świata w Oberstdorfie oraz na mistrzostwach w Sapporo i mistrzostwach w Libercu, ale bez większych sukcesów.
W 2009 r. zakończył karierę.

## Osiągnięcia

### Igrzyska olimpijskie
| Miejsce | Dzień     | Rok  | Miejscowość    | Konkurencja           | Czas biegu | Strata  | Zwycięzca    |
| ------- | --------- | ---- | -------------- | --------------------- | ---------- | ------- | ------------ |
| 9.      | 17 lutego | 1998 | Nagano         | Sztafeta 4 × 10 km    | 1:40:55,7  | +2:20,8 | Norwegia     |
| 3.      | 22 lutego | 1998 | Nagano         | 50 km stylem dowolnym | 2:05:08,2  | +53,6   | Bjørn Dæhlie |
| 1.      | 9 lutego  | 2002 | Salt Lake City | 30 km stylem dowolnym | 1:11:31,0  | -       | -            |
| 4.      | 17 lutego | 2002 | Salt Lake City | Sztafeta 4 × 10 km    | 1:32:45,5  | +1:19,4 | Norwegia     |

### Mistrzostwa świata
| Miejsce | Dzień     | Rok  | Miejscowość         | Konkurencja           | Czas biegu | Strata  | Zwycięzca             |
| ------- | --------- | ---- | ------------------- | --------------------- | ---------- | ------- | --------------------- |
| 22.     | 21 lutego | 1997 | Trondheim           | 30 km stylem dowolnym | 1:06:28,2  | +1:04,5 | Aleksiej Prokurorow   |
| 7.      | 19 lutego | 1999 | Ramsau am Dachstein | 30 km stylem dowolnym | 1:15:26,2  | +1:41,1 | Mika Myllylä          |
| 1.      | 26 lutego | 1999 | Ramsau am Dachstein | Sztafeta 4 × 10 km    | 1:35:07,5  | -       | -                     |
| 5.      | 22 lutego | 2001 | Lahti               | Sztafeta 4 × 10 km    | 1:36:42,5  | +1:33,8 | Norwegia              |
| 5.      | 25 lutego | 2001 | Lahti               | 50 km stylem dowolny  | 2:05:27,2  | +3:23,3 | Johann Mühlegg        |
| 10.     | 1 marca   | 2003 | Val di Fiemme       | 50 km stylem dowolnym | 1:54:25,3  | +2:17,7 | Martin Koukal         |
| DNS     | 17 lutego | 2005 | Oberstdorf          | 15 km stylem dowolnym | 34:49,7    | -       | Pietro Piller Cottrer |
| 5.      | 24 lutego | 2005 | Oberstdorf          | Sztafeta 4 × 10 km    | 1:39:04,4  | +1:36,5 | Norwegia              |
| 16.     | 24 lutego | 2007 | Sapporo             | 15 km stylem dowolnym | 35:50,0    | +1:50,1 | Lars Berger           |
| 24.     | 1 marca   | 2009 | Liberec             | 50 km stylem dowolnym | 1:59:38,1  | +53,0   | Petter Northug        |

### Puchar Świata

#### Miejsca w klasyfikacji generalnej
- sezon 1995/1996: 52.
- sezon 1996/1997: 33.
- sezon 1997/1998: 24.
- sezon 1998/1999: 15.
- sezon 1999/2000: 20.
- sezon 2000/2001: 19.
- sezon 2001/2002: 28.
- sezon 2002/2003: 33.
- sezon 2003/2004: 24.
- sezon 2004/2005: 23.
- sezon 2005/2006: 56.
- sezon 2006/2007: 34.
- sezon 2007/2008: 32.
- sezon 2008/2009: 77.

#### Miejsca na podium
| Nr  | Dzień       | Rok  | Miejscowość         | Konkurencja             | Czas biegu  | Pozycja | Strata      | Zwycięzca             |
| --- | ----------- | ---- | ------------------- | ----------------------- | ----------- | ------- | ----------- | --------------------- |
| 1.  | 10 grudnia  | 1997 | Mediolan            | Sprint stylem dowolnym  | -           | 3       | -           | Ari Palolahti         |
| 2.  | 28 grudnia  | 1998 | Engelberg           | Sprint stylem dowolnym  | -           | 2       | -           | Tor Arne Hetland      |
| 3.  | 29 grudnia  | 1998 | Kitzbühel           | Sprint stylem dowolnym  | -           | 3       | -           | Peter Schlickenrieder |
| 4.  | 20 marca    | 1999 | Oslo                | 50 km stylem klasycznym | 1:55:29.4 h | 3       | +1:13.4 min | Michaił Botwinow      |
| 5.  | 10 grudnia  | 1999 | Sappada             | 15 km stylem dowolnym   | 34:12.7 min | 3       | +45.0 s     | Johann Mühlegg        |
| 6.  | 10 stycznia | 2001 | Soldier Hollow      | 30 km stylem dowolnym   | 1:11:12.7 h | 2       | +10.7 s     | Johann Mühlegg        |
| 7.  | 12 grudnia  | 2001 | Brusson             | 15 km stylem dowolnym   | 33:50.4 min | 2       | +23.9 s     | Johann Mühlegg        |
| 8.  | 22 grudnia  | 2001 | Ramsau am Dachstein | 30 km stylem dowolnym   | 1:19:24.4 h | 3       | +11.4 s     | Per Elofsson          |
| 9.  | 18 stycznia | 2003 | Nové Město          | 15 km stylem dowolnym   | 34:54.8 min | 2       | +30.1 s     | Lukáš Bauer           |
| 10. | 21 grudnia  | 2003 | Ramsau am Dachstein | 10 km stylem dowolnym   | 24:21.0 min | 1       | -           | -                     |
| 11. | 56 lutego   | 2004 | La Clusaz           | 15 km stylem dowolnym   | 34:06.1 min | 3       | +17.6 s     | Fulvio Valbusa        |
| 12. | 14 marca    | 2004 | Pragelato           | 30 km stylem dowolnym   | 1:07:32.8 h | 1       | -           | -                     |
| 13. | 15 stycznia | 2005 | Nové Město          | 15 km stylem dowolnym   | 40:12.8 min | 2       | +4.4 s      | Vincent Vittoz        |
| 14. | 12 lutego   | 2005 | Reit im Winkl       | 15 km stylem dowolnym   | 36:13.6 min | 3       | +22.1 s     | Martin Bajčičák       |
| 15. | 6 marca     | 2005 | Lahti               | 15 km stylem dowolnym   | 36:06.2 min | 2       | +12.1 s     | Lukáš Bauer           |
| 16. | 31 grudnia  | 2005 | Nové Město          | 15 km stylem dowolnym   | 38:03.0 min | 3       | +36.4 s     | Vincent Vittoz        |
| 17. | 3 lutego    | 2007 | Davos               | 15 km stylem dowolnym   | 35:48.8 min | 3       | +11.5 s     | Vincent Vittoz        |
| 18. | 16 lutego   | 2008 | Liberec             | 11,4 km stylem dowolnym | 28:01.3 min | 3       | +21.8 s     | Jean-Marc Gaillard    |
| 19. | 8 marca     | 2009 | Lahti               | 15 km stylem dowolnym   | 33:05.9 min | 3       | +20.7 s     | Aleksander Legkow     |

### FIS Marathon Cup

#### Miejsca w klasyfikacji generalnej
- sezon 2001/2002: 50.
- sezon 2004/2005: 37.
- sezon 2008/2009: 23.

#### Miejsca na podium
| Nr | Dzień       | Rok  | Zawody        | Dystans               | Czas biegu  | Strata | Pozycja | Zwycięzca          |
| -- | ----------- | ---- | ------------- | --------------------- | ----------- | ------ | ------- | ------------------ |
| 1. | 18 stycznia | 2009 | Dolomitenlauf | 60 km stylem dowolnym | 2:19:47,2 h | +0,5 s | 2.      | Teemu Kattilakoski |